# UZ-Pressefest

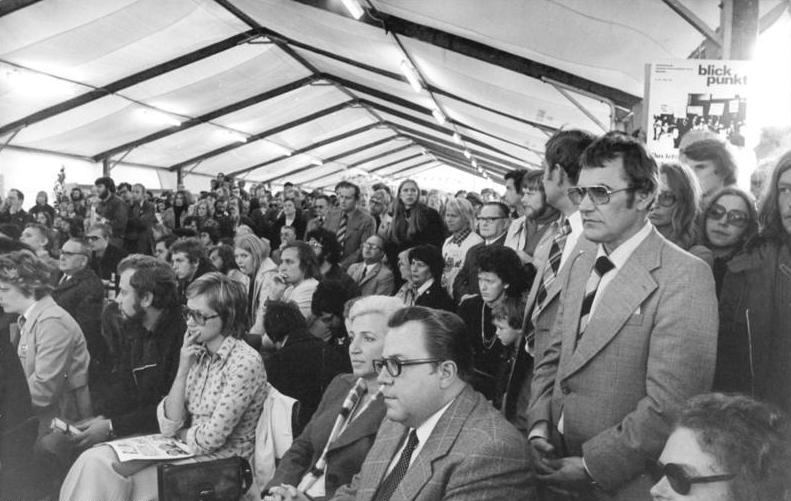
Erstes UZ-Pressefest 1974 mit dem Leiter der Ständigen Vertretung der DDR in der Bundesrepublik Michael Kohl (1. Reihe sitzend 1. v. r.) sowie dem DKP-Präsidiumsmitglied und Chefredakteur Zeitung „Unsere Zeit“ Georg Polikeit (stehend 1. v. r.)

Das UZ-Pressefest ist eine Veranstaltung, die seit 1974 vom DKP-Zentralorgan Unsere Zeit (UZ) meist im Zweijahresrhythmus organisiert wird.

## Entstehung und Geschichte
Es ist das größte von Kommunisten ausgerichtete Festival und nach eigenen Angaben das „größte Fest der Linken“ insgesamt in Deutschland.
Beim ersten Fest am 21. und 22. September 1974 behaupteten die Veranstalter über 700.000 Besucher, während der nordrhein-westfälische Verfassungsschutz eine Besucherzahl von etwa 100.000 angab. Für das Fest in den Düsseldorfer Rheinwiesen gab die Partei etwa eine Million DM aus. Das zweite Pressefest fand am 20./21. September 1975 ebenfalls auf den Rheinwiesen in Düsseldorf statt, nachdem die Stadt Düsseldorf vom Verwaltungsgericht zur Überlassung der Rheinwiesen verurteilt worden war. Das ursprünglich für 1976 geplante UZ-Pressefest wurde wegen Schwierigkeiten mit der Stadt Düsseldorf hinsichtlich der Freigabe der Rheinwiesen verschoben und fand als „Fest der Arbeiterpresse – Volksfest der DKP '77“ vom 1. bis 3. Juli 1977 in Recklinghausen statt.
Das nächste Pressefest war vom 22. bis 24. Juni 1979 in Essen auf dem Grugagelände. Das Kulturprogramm wurde u. a. von der Gruppe Omega aus Ungarn, Maria Farantouri, Juliette Gréco, Miriam Makeba, Hannes Wader und Franz Josef Degenhardt bestritten.
Bei den frühen Pressefesten wurden laut Aussagen des früheren DKP-Funktionärs Peter Schütt den auftretenden Künstlern eine Gage von bis zu 100.000 DM gezahlt, was durch die umfangreiche Finanzierung der DKP durch die SED möglich wurde.
Weitere Orte waren Duisburg-Wedau und Bottrop. Die Besucherzahlen der UZ-Pressefeste lagen in den 70er und 80er Jahren zwischen rund 200.000 und 300.000 Teilnehmern, wobei auch Vertreter „kommunistischer Bruderparteien“ aus dem Ausland anwesend waren. 1995, 1997, 1999, 2001, 2003, 2005 und 2007 feierte man jeweils drei Tage (Fr–So) im Revierpark Wischlingen in Dortmund-Huckarde. Zu den Festen 2003, 2005 und 2007 kamen nach Angaben der Veranstalter über 50.000 Besucher.
Auf dem 16. Pressefest vom 19. bis zum 21. Juni 2009 im Revierpark Wischlingen in Dortmund traten u. a. Konstantin Wecker und die chilenische Band Inti Illimani Historico auf. Auf Diskussionsveranstaltungen zur Positionierung der DKP waren Willi Gerns, Robert Steigerwald und Hans Heinz Holz anwesend.
Das 17. UZ-Pressefest wurde vom 24. bis 26. Juni 2011 abgehalten. Es gab Auftritte von Inti Illimani Historico, Bots, Microphone Mafia, Banda Bassotti, Mark Foggo’s Skasters sowie die Bandbreite. Zum Auftritt von die Bandbreite gab es im Vorfeld und auch während der Veranstaltung innerhalb sowie außerhalb der DKP massive Kritik vor allem am Parteivorstand und der Parteivorsitzenden Bettina Jürgensen wegen der sexistischen und rechten Texte.
Vom 1. bis 3. Juli 2016 fand das 19. UZ-Pressefest erneut in Dortmund statt. Musikalische Höhepunkte waren neben Esther Bejarano und der Microphone Mafia, Klaus der Geiger und die türkische Band Grup Yorum
Vom 7. bis zum 9. September 2018 fand das 20. UZ-Pressefest erneut im Revierpark in Dortmund statt. Als musikalische Highlights traten erneut Konstantin Wecker und Esther Bejarano auf. Außerdem traten die Ska-Bands The Clerks und The Busters auf.
Das ursprünglich für 2020 geplante 21. Pressefest wurde wegen der COVID-19-Pandemie auf August 2022 verschoben und fand auf dem Berliner Rosa-Luxemburg-Platz statt.
Auf dem Fest präsentieren sich die einzelnen Landesbezirke der DKP und verschiedene andere Organisationen, wie z. B. die der DKP nahestehende Jugendorganisation Sozialistische Deutsche Arbeiterjugend, die Vereinigung der Verfolgten des Naziregimes (VVN-BdA) und Vertreter kommunistischer Parteien aus dem Ausland.
Es gibt politische Diskussionen, Kabarett, und Künstlerauftritte. Zudem präsentieren sich linke Verlage. In den 1980er Jahren war der Moskauer Staatszirkus zu Gast. Zu Künstlern, die auf Pressefesten vertreten waren, gehören u. a. die Liedermacher Hannes Wader, Franz Josef Degenhardt, Konstantin Wecker und der Kabarettist Dietrich Kittner. 2001, 2003, 2005 und 2007 trat auch die Kölner Rockgruppe Brings auf.
2024 fanden, gewissermaßen als Ersatzveranstaltung für das Pressefest, so genannte UZ-Friedenstage in Berlin statt.

## Chronologie
1. 1974 Düsseldorf: Rheinwiesen
2. 1975 Düsseldorf: Rheinwiesen
3. 1977 Recklinghausen: Vestlandgelände
4. 1979 Essen: Gruga
5. 1982 Duisburg: Wedaustadion
6. 1984 Duisburg: Wedaustadion
7. 1987 Duisburg: Wedaustadion
8. 1993 Bottrop: Volkspark Batenbrock
9. 1995 Dortmund: Revierpark Wischlingen
10. 1997 Dortmund: Revierpark Wischlingen
11. 1999 Dortmund: Revierpark Wischlingen
12. 2001 Dortmund: Revierpark Wischlingen
13. 2003 Dortmund: Revierpark Wischlingen
14. 2005 Dortmund: Revierpark Wischlingen
15. 2007 Dortmund: Revierpark Wischlingen
16. 2009 Dortmund: Revierpark Wischlingen
17. 2011 Dortmund: Revierpark Wischlingen
18. 2014 Dortmund: Revierpark Wischlingen[10]
19. 2016 Dortmund: Revierpark Wischlingen
20. 2018 Dortmund: Revierpark Wischlingen
21. 2022 Berlin: Rosa-Luxemburg-Platz
22. 2024 Berlin: Franz-Mehring-Platz und  Verlagsgebäude Neues Deutschland